# Poavosa (dialect)
Poavosa is een dialect van het Babuza, een Paiwanische en Formosaanse taal. Zoals andere Babuza-dialecten wordt het Poavosa op Taiwan gesproken.

## Classificatie
- Austronesische talen
  - Formosaanse talen
    - Paiwanische talen
      - Babuza
        - Poavosa